# Зебра Греви
Зе́бра Греви́, или пусты́нная зебра (лат. Equus grevyi), — вид млекопитающих из семейства лошадиных (Perissodactyla). Получил своё название в честь французского президента Жюля Греви́, которому в 1880-х был подарен один экземпляр этого животного правительством Абиссинии.

## Внешность
Масса взрослой зебры Греви составляет от 350 до 430 кг при длине тела около 3 м и длине хвоста 50 см. Рост в холке составляет около 1,4 м. Зебра Греви является не только самой крупной зеброй, но и, за исключением одомашненных животных, самым крупным представителем семейства лошадиных. Полосы у этого вида намного тоньше, чем у других видов, и расположены близко друг к другу. Узор задней части отличается от узора по бокам и на ногах, обнаруживая целую систему тонких и диагональных полосок, окружающих основу хвоста. Цвет полосок варьирует от иссиня-чёрного до чёрно-коричневого. Живот без полос. Основным цветом зебры Греви является белый или бело-жёлтый. У зебры Греви отсутствуют теневые полоски, однако есть широкая тёмная полоса, которая тянется вдоль позвоночника.
У этого вида вытянутый череп и широкие копыта, как у лошадей. Особо заметными являются крупные, округлые коричневые уши, а также светлый живот без полосок. Как у всех зебр, грива зебры Греви имеет тёмный средний ряд волос, который продолжает тянуться по спине вплоть до хвоста. У жеребят зебры Греви до хвоста доходит сама грива, но со временем сокращается.

## Размеры
Средняя длина пустынной зебры 250—275 см, высота в плечах 145—160 см, длина хвоста 55—75 см, масса 350—450 кг.  Жеребцы крупнее и тяжелее кобыл. 

## Цвет
Черно-белые полосы у пустынной зебры тоньше и плотнее, чем у других зебр.  Ширина полос по бокам в среднем составляет 25—38 мм, расстояние между которыми составляет 20 мм. Полосы на теле вертикальные, в то время как у других зебр они часто бывают горизонтальными сзади. Ноги полностью покрыты мелкими горизонтальными полосами, переход между туловищем и ножкой образует интересный V-образный узор. 
Середина морды белая или сероватая, кончик коричневый. На задней стороне уха есть одна широкая черная полоса, а на конце уха - белый пучок. 
Полоски жеребёнка коричневые. Они постепенно темнеют и к концу первого года жизни становятся более или менее черными. 
Существуют разные теории о назначении полосок. Их функция считалась как маскировкой, так и обманом врагов. Недавно исследователи предположили, что полосы имеют социальную функцию и помогают найти совпадение. Считается, что у общего предка зебр, лошадей и ослов были полосы, но полосы y лошадей и ослов исчезли в процессе эволюции . 
Полосатое животное, неподвижно стоящее посреди травы на траве, относительно трудно заметить, потому что оно сливается с фоном. Например, когда стадо зебр убегает от льва, движущиеся полосы образуют мерцающий узор перед глазами хищника, и ему трудно отличить животных друг от друга. Полосатый pacкрac оказался хорошим защитным цветом, особенно в темноте и на солнце. В темноте полосы могут зрительно сделать животное более крупным и размыть его очертания. 
Узор каждой зебры уникален, как отпечаток пальца у людей. Зебры узнают собратьев по рисунку.

## Распространение
Местами обитания зебры Греви являются засушливые саванны Восточной Африки в Кении, Эфиопии и Сомали, в частности в природных заповедниках Осттуркан, Самбуру и Меру. В некоторых регионах зебра Греви предпринимает сезонные миграции, избегая регулярных засух.
После беременности, которая продолжается более года, на свет появляется один жеребёнок. Он окрашен в коричневый или чёрный цвет, а характерные полосы возникают в возрасте около четырёх месяцев. Спустя три года детёныш становится половозрелым и покидает мать. Самцы, как правило, начинают спариваться не раньше шестилетнего возраста, так как до этого вынуждены уступать более зрелым соперникам. Максимальная продолжительность жизни в неволе составляет 22 года.

## Питание
Рацион зебр Греви состоит в основном из различных трав, в том числе осок, они поедают также древесную кору, листья, почки и корневища. Двигаясь по пастбищу, зебры съедают верхнюю часть травы, в основном злаки, облегчая доступ к нижним, наиболее питательным частям растений многочисленным африканским парнокопытным.
Питание исключительно низкокалорийной растительной пищей вынуждает животных пастись до 15 часов в сутки. В жаркий сезон зебры предпочитают пастись в прохладные часы суток — перед восходом и после захода солнца, используя полуденное время для отдыха. Напротив, в сезон дождей они обычно кормятся днём.
Вода играет ключевую роль в определении суточной и сезонной активности животных. Зебры нуждаются в водопое как минимум раз в сутки, а кормящие кобылы и того чаще. В засушливый сезон им особенно тяжело найти воду. Когда реки пересыхают, а небольшие водоёмы превращаются в грязные лужи, своими крепкими копытами зебры выкапывают ямы глубиной до 50 см и диаметром до 1 метра. Вода, просачиваясь сквозь песок, накапливается в яме, и животные могут её пить. Когда высыхают и эти «колодцы», начинаются массовые миграции крупных копытных, в первую очередь зебр, в поисках пастбищ со свежей травой. Сбиваясь в огромные табуны, животные перемещаются на сотни километров, вновь рассредоточиваясь на свежих пастбищах.

## Угрозы и защита
Ещё в историческое время зебра Греви была распространена до Египта и Северной Африки, где её истребили в античное время. Предположительно именно её имели в виду древние естествоведы, описывая «тигровую лошадь». Позже знания об этом виде были утрачены. Первое научное описание было произведено в 1882 году французским зоологом Эмилем Устале.
На зебр Греви велась охота, так как их шкуры были излюбленным украшением интерьеров, а также потому что они считались нежелательными конкурентами домашнего скота на пастбищах. В реальности зебры Греви питаются особо жёсткими видами трав, которые для коров являются неперевариваемыми. В Сомали и Эфиопии зебра Греви в наше время почти полностью истреблена, лишь в Кении удалось осуществить действенные защитные меры. Тем не менее этот вид считается находящимся под угрозой исчезновения и защищён Конвенцией по международной торговле вымирающими видами дикой фауны и флоры (CITES). МСОП относит зебру Греви к сильно угрожаемым видам, так как её популяции продолжают сокращаться, после того как за 1980-е годы сокращение составило 70 %.

## Кладограмма
Кладистический анализ, основанный на черепных и посткраниальных элементах (30 таксонов, 129 характеристик), поддерживает монофилию рода Equus и происхождение пустынной зебры (Equus grevyi) и членов клады зебры/осла от европейских лошадей Стенона.
Ниже приведена упрощённая кладограмма, основанная на анализе 2005 года (некоторые таксоны обладают общими гаплотипами и, следовательно, не могут быть дифференцированы):
|  | \| \| Квагга (E. q. quagga) \| \| \| \| \| \| Бурчеллова зебра (E. q. antiquorum)/Зебра Чапмана (E. q. chapmani) \| \| \| \| |
|  | |
|  | Зебра Гранта (E. q. boehmi)                                                                                                  |
|  | |
|  | Квагга (E. q. quagga) |
|  | |
|  | Бурчеллова зебра (E. q. antiquorum)/Зебра Чапмана (E. q. chapmani)                                                           |
|  | |

|  | Квагга (E. q. quagga)                                              |
|  |                                                                    |
|  | Бурчеллова зебра (E. q. antiquorum)/Зебра Чапмана (E. q. chapmani) |
|  |                                                                    |

|  | \| \| Квагга (E. q. quagga) \| \| \| \| \| \| Бурчеллова зебра (E. q. antiquorum)/Зебра Чапмана (E. q. chapmani) \| \| \| \| |
|  | |
|  | Зебра Гранта (E. q. boehmi)                                                                                                  |
|  | |
|  | Квагга (E. q. quagga) |
|  | |
|  | Бурчеллова зебра (E. q. antiquorum)/Зебра Чапмана (E. q. chapmani)                                                           |
|  | |

|  | Квагга (E. q. quagga)                                              |
|  |                                                                    |
|  | Бурчеллова зебра (E. q. antiquorum)/Зебра Чапмана (E. q. chapmani) |
|  |                                                                    |

|  | \| \| Квагга (E. q. quagga) \| \| \| \| \| \| Бурчеллова зебра (E. q. antiquorum)/Зебра Чапмана (E. q. chapmani) \| \| \| \| |
|  | |
|  | Зебра Гранта (E. q. boehmi)                                                                                                  |
|  | |
|  | Квагга (E. q. quagga) |
|  | |
|  | Бурчеллова зебра (E. q. antiquorum)/Зебра Чапмана (E. q. chapmani)                                                           |
|  | |

|  | Квагга (E. q. quagga)                                              |
|  |                                                                    |
|  | Бурчеллова зебра (E. q. antiquorum)/Зебра Чапмана (E. q. chapmani) |
|  |                                                                    |

|  | \| \| Квагга (E. q. quagga) \| \| \| \| \| \| Бурчеллова зебра (E. q. antiquorum)/Зебра Чапмана (E. q. chapmani) \| \| \| \| |
|  | |
|  | Зебра Гранта (E. q. boehmi)                                                                                                  |
|  | |
|  | Квагга (E. q. quagga) |
|  | |
|  | Бурчеллова зебра (E. q. antiquorum)/Зебра Чапмана (E. q. chapmani)                                                           |
|  | |

|  | Квагга (E. q. quagga)                                              |
|  |                                                                    |
|  | Бурчеллова зебра (E. q. antiquorum)/Зебра Чапмана (E. q. chapmani) |
|  |                                                                    |

## Галерея

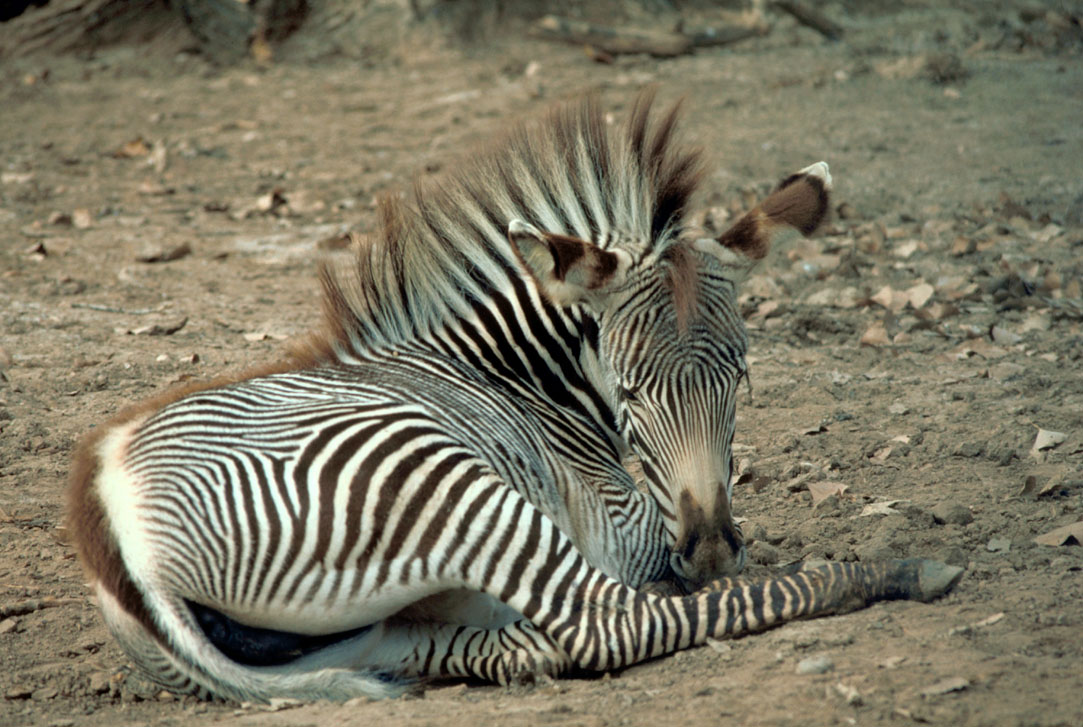
Отдыхающая зебра Греви
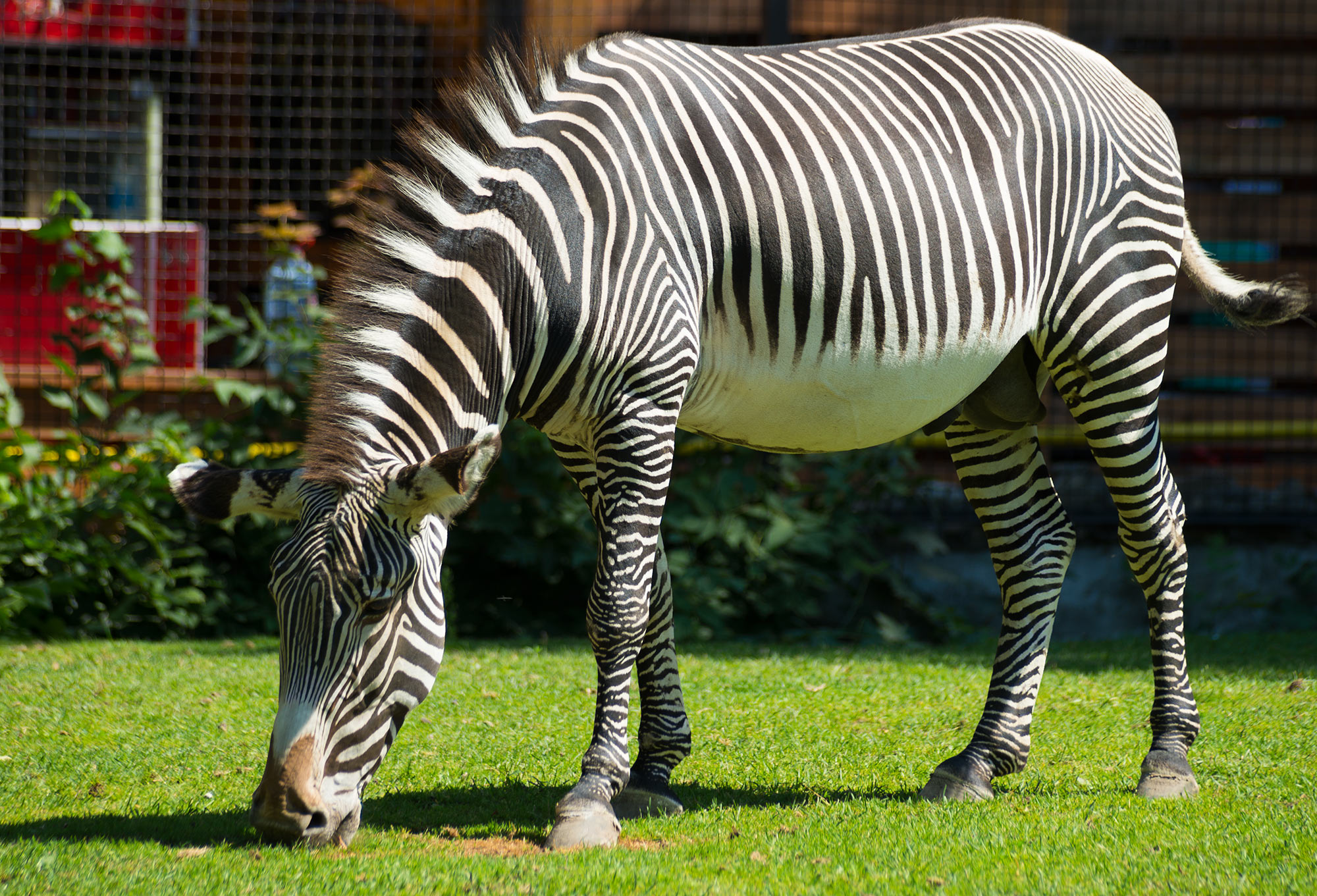
Зебра Греви в Московском зоопарке
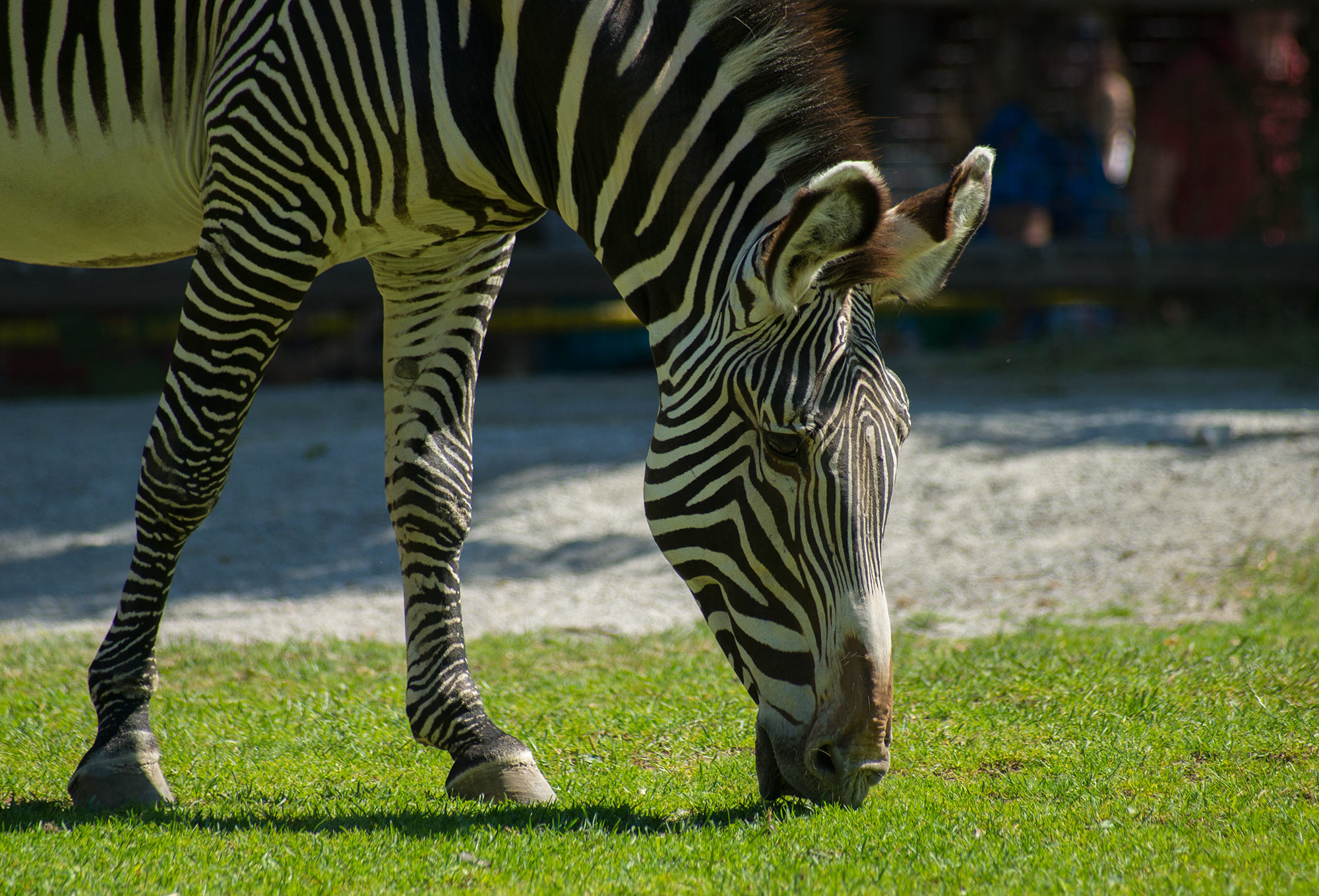